# ألفرد جونز (مهندس مدني)
ألفرد جونز (بالإنجليزية: Alfred Stowell Jones)‏  (و. 1832 – 1920 م) هو مهندس مدني، ومهندس، وعسكري، من المملكة المتحدة، ولد في ليفربول، ويحمل رتبة عسكرية مقدم، توفي في فينتشمبستيد، عن عمر يناهز 88 عاماً.

## التعليم
تعلم في الكلية العسكرية الملكية بساندهيرست ‏.

## الخدمة العسكرية
خدم في الجيش البريطاني.

## جوائز
حصل على جوائز منها:
- صليب فيكتوريا.